# Ga Jukjeon (Daegu)
Ga Jukjeon là ga của Tàu điện ngầm Daegu tuyến 2 ở Jukjeon-dong, Dalseo-gu, Daegu.

## Liên kết
- (tiếng Hàn) Trạm thông tin mạng Lưu trữ ngày 3 tháng 3 năm 2014 tại Wayback Machine từ Tổng công ty đường sắt cao tốc đô thị Daegu